# Ophioninae
Ophioninae zijn een onderfamilie van insecten die behoren tot de familie van de gewone sluipwespen (Ichneumonidae). Deze geslachtengroep werd voor het eerst vermeld door William Edward Shuckard in 1840, onder de naam Ophionidae. Andere bronnen vermelden als auteur Arnold Förster die in 1868 de geslachtengroep Ophionoidae beschreef.
Het typegeslacht van de onderfamilie is Ophion Fabricius, 1798.

## Taxonomie
Taxapad rekent 32 geslachten tot deze onderfamilie:
- Afrophion Gauld 1979
- Agathophiona Westwood 1882
- Alophophion Cushman 1947
- Barytatocephalus Schulz 1911
- Dicamptus Szepligeti 1905
- Dictyonotus Kriechbaumer 1894
- Enicospilus Stephens 1835
- Eremotylus Förster 1869
- Euryophion Cameron 1906
- Hellwigia Gravenhorst 1823
- Hellwigiella Szepligeti 1905
- Janzophion Gauld 1985
- Laticoleus Townes 1973
- Lepiscelus Townes 1971
- Leptophion Cameron 1901
- Ophiogastrella Brues 1912
- Ophion Fabricius 1798
- Orientospilus Morley 1912
- Pamophion Gauld 1977
- Prethophion Townes 1971
- Rhopalophion Seyrig 1935
- Rhynchophion Enderlein 1912
- Riekophion Gauld 1977
- Sclerophion Gauld 1979
- Sicophion Gauld 1979
- Simophion Cushman 1947
- Skiapus Morley 1917
- Stauropoctonus Brauns 1889
- Thyreodon Brulle 1846
- Tilgidopsis Cockerell 1922
- Trophophion Cushman 1947
- Xylophion Gauld 1979